# 3e législature du Grand Conseil du canton de Genève
Depuis le 28 avril 2023
2e législature
La 3e législature du Grand Conseil du canton de Genève est un cycle parlementaire qui commence le 28 avril 2023. Il s'agit de la 60e législature depuis 1847 mais la 3e depuis l'adoption de la nouvelle constitution en 2012.

## Ouverture
La législature est ouverte par une session inaugurale le 28 avril 2023 au cours de laquelle Céline Zuber-Roy (PLR) est élue présidente.